# Championnat d'Europe masculin de handball 1994
Navigation
Espagne 1996
La 1re édition du Championnat d'Europe masculin de handball s'est déroulé au Portugal du 3 au 12 juin 1994.
La Suède remporte cette première édition en battant nettement en finale (34 à 21) la Russie, championne olympique et championne du monde en titre. La Croatie, jeune nation issue de l'ex-Yougoslavie, complète le podium et remporte sa première médaille d'une compétition majeure.

## Présentation

### Qualifications
Douze équipes participent à la compétition : le Portugal (pays organisateur), plus le premier de chacun des sept groupes de qualification (6 poules de 5 équipes et 1 poule de 4 équipes).
Les quatre derniers qualifiés sont déterminés parmi les deuxième de poule. L'un d'entre eux est tiré au sort le lundi 19 janvier 1994 au siège de l'EHF et est directement qualifié : la Roumanie. Les six autres équipes s'affrontent deux à deux en barrage aller-retour. L'équipe marquant le plus grand nombre de buts sur les deux matchs s'impose, si égalité, l'équipe ayant le plus grand nombre de buts à l'extérieur se qualifie, sinon, prolongation. Les résultats des barrages sont :
| Date et lieu aller          | Équipe 1 | Score   | Score    | Score   | Équipe 2     | Date et lieu retour            |
| Date et lieu aller          | Équipe 1 | Aller   | Total    | Retour  | Équipe 2     | Date et lieu retour            |
| --------------------------- | -------- | ------- | -------- | ------- | ------------ | ------------------------------ |
| 2 mars 1994 à 20h25, Celje  | Slovénie | 19 – 16 | 38E – 38 | 19 – 22 | Rép. tchèque | 10 mars 1994, Chomutov         |
| 2 mars 1994 à 18h00, Kielce | Pologne  | 23 – 19 | 42 – 51  | 19 – 32 | France       | 8 mars 1994 à 20h30, Marseille |
| 2 mars 1994 à 19h00, Linz   | Autriche | 28 – 17 | 43 – 45  | 15 – 28 | Biélorussie  | 8 mars 1994 à 16h00, Minsk     |

Ainsi les équipes qualifiées sont :
- Organisateur :  Portugal
- Vainqueur de poules de qualification :  Allemagne,  Croatie,  Danemark,  Espagne,  Hongrie,  Russie,  Suède
- Deuxième des poules de qualification (tiré au sort) :  Roumanie
- Vainqueur de barrages :  France,  Biélorussie,  Slovénie

### Sites
La compétition se déroule sur deux sites :
- à Almada (à côté de Lisbonne) au Complexo municipal, d'une capacité de 4 000 places et qui accueille les matchs du groupe A et les matchs de classement ;
- à Porto au Pavilhão Rosa Mota, d'une capacité de 5 400 places et qui accueille les matchs du groupe B et la phase finale.

## Phase de groupes

### Groupe A

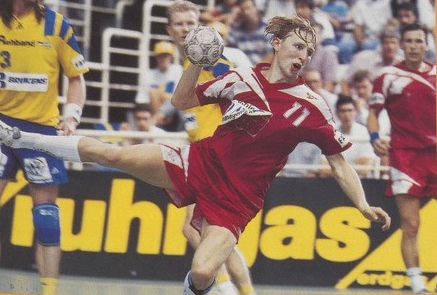
Le Russe Dimitri Torgovanov au tir.

|   | Équipe      | Pts | J | G | N | P | Bp  | Bc  | Diff |
| - | ----------- | --- | - | - | - | - | --- | --- | ---- |
| 1 | Russie      | 10  | 5 | 5 | 0 | 0 | 122 | 94  | 28   |
| 2 | Croatie     | 6   | 5 | 3 | 0 | 2 | 120 | 114 | 6    |
| 3 | France      | 5   | 5 | 2 | 1 | 2 | 123 | 120 | 3    |
| 4 | Biélorussie | 4   | 5 | 2 | 0 | 3 | 130 | 139 | -9   |
| 5 | Allemagne   | 3   | 5 | 1 | 1 | 3 | 107 | 113 | -6   |
| 6 | Roumanie    | 2   | 5 | 1 | 0 | 4 | 113 | 135 | -22  |

| 3 juin 1994 15h30 | Allemagne | 23–24   | Biélorussie | Almada |
| 3 juin 1994 15h30 | Zerbe (6, ), Roos (5), Fuhrig (3, ), Schwarzer (3, ), Knorr (2), Hartz (2, dont 1 pen.), Petersen (1), Schmitt (1), Schwalb (0, ). | (12–10) | Iakimovitch (6, dont 2 pen.), Barbachinski (5), Chalepo (5, ), Parachtchenko (4), Charovarov (4, ), Minveski (0, ), Karpouk (). | Almada |
| 3 juin 1994 15h30 | ×2 ×3 ×1 | Rapport | ×2 ×4 ×1 | Almada |

| 3 juin 1994 17h30 | Russie | 27–20  | Roumanie                                                                                                  | Almada |
| 3 juin 1994 17h30 | Koudinov (5, dont 2 pen.), Gopine (5), Torgovanov (4), Karlov (4), Gorpichine (3), Antonevitch (2), Koulintchenko (2), Vassiliev (2). | (16–9) | Voica (9, dont 2 pen.), Raduta (5, dont 3 pen.), Beșta (1), Popovici (1), Bontas (1), Licu (1), Dedu (2). | Almada |

| 3 juin 1994 19h30 | France | 27–25   | Croatie                                                                                                   | Almada |
| 3 juin 1994 19h30 | Stoecklin (5, dont 1 pen.), Volle (5), Gardent (4), Houlet (4), Schaaf (4), Quintin (2), Kervadec (1), Perreux (1), Richardson (1). | (11–11) | Ćavar (9, dont 6 pen.), Smajlagić (4), Puc (4), Kljaić (3), Saračević (3), Perkovac (1), Tomljanović (1). | Almada |

| 4 juin 1994 15h30 | Allemagne | 22–24   | Croatie | Almada |
| 4 juin 1994 15h30 | Kretzschmar (7, dont 1 pen.), Schwalb (3), Roos (3), Zerbe (3), Hartz (3, dont 1 pen.), Knorr (2), Fuhrig (1). | (11–14) | Ćavar (5, dont 3 pen.), Saračević (5), Puc (5), Smajlagić (5), Franković (1), Goluža (1), Kljaić (1), Tomljanović (1). | Almada |

| 4 juin 1994 17h30 | Russie | 31–23   | Biélorussie | Almada |
| 4 juin 1994 17h30 | Koudinov (8, dont 1 pen.), Gopine (5), Vassiliev (5), Karlov (4), Antonevitch (3), Koulintchenko (3), Torgovanov (2), Grebnev (1). | (18–11) | Barbachinski (4), Chalepo (4), Iakimovitch (4), Parachtchenko (3), Goldin (2, dont 1 pen.), Charovarov (2), An. Minevski (2), Klimovets (1), Tiontchik (1). | Almada |

| 4 juin 1994 19h30 | Roumanie                                                                                              | 27–26   | France                                                                                                   | Almada |
| 4 juin 1994 19h30 | Raduta (8, dont 2 pen.), Zaharia (7), Licu (5), Popovici (3), Ghimes (2), Voica (1 pen.), Mocanu (1). | (16–11) | Volle (8), Schaaf (6), Munier (4), Richardson (3), Stoecklin (3, dont 2 pen.), Gardent (1), Perreux (1). | Almada |

| 5 juin 1994 15h30 | France | 21–21   | Allemagne                                                                                              | Almada |
| 5 juin 1994 15h30 | Volle (8, dont 2 pen.), Quintin (3), Monthurel (3), Schaaf (3), Stoecklin (2, dont 1 pen.), Houlet (1), Richardson (1). | (10–11) | Kretzschmar (6, dont 3 pen.), Schwarzer (6), Hartz (4, dont 2 pen.), Schwalb (2), Zerbe (2), Roos (1). | Almada |

| 5 juin 1994 17h30 | Russie | 21–18  | Croatie                                                                                               | Almada |
| 5 juin 1994 17h30 | Antonevitch (5), Koudinov (4, dont 1 pen.), Gopine (3), Karlov (3, dont 1 pen.), Vassiliev (2), Torgovanov (2), Grebnev (1), Koulintchenko (1). | (13–8) | Smajlagić (5), Saračević (4), Jelčić (3 dont 2 pen.), Perkovac (3, dont 1 pen.), Kljaić (2), Puc (1). | Almada |

| 5 juin 1994 19h30 | Roumanie                                                                              | 24–33  | Biélorussie | Almada |
| 5 juin 1994 19h30 | Voica (9), Mocanu (5), Raduta 2 pen.), Zaharia (2), Ghimes (2), Licu (2), Bontas (1). | (9–14) | Chalepo (9), Barbachinski (5), Charovarov (4), An. Minevski (4), Parachtchenko (3), Goldin (2 pen.), Klimovets (2), Iakimovitch (2), Tiontchik (2) | Almada |

| 7 juin 1994 15h30 | Allemagne | 16–25  | Russie | Almada |
| 7 juin 1994 15h30 | Fuhrig (3), Kretzschmar (3, dont 1 pen.), Zerbe (3), Hartz (3, dont 1 pen.), Schwarzer (2), Roos (1), Schwalb (1). | (9–12) | Gopine (6, dont 1 pen.), Koudinov (6), Koulintchenko (3), Vassiliev (3), Karlov (2 pen.), Antonevitch (2), Kisselev (2), Grebnev (1). | Almada |

| 7 juin 1994 17h30 | France | 32–29   | Biélorussie | Almada |
| 7 juin 1994 17h30 | Munier (7), Volle (6, dont 2 pen.), Monthurel (4), Stoecklin (4, dont 1 pen.), Gardent (3), Perreux (3), Richardson (3), Quintin (2). | (16–15) | Charovarov (7), Parachtchenko (6), Barbachinski (4), Iakimovitch (4, dont 1 pen.), Chalepo (4), An. Minevski (2), Tioutchik (1), Klimovets (1). | Almada |

| 7 juin 1994 19h30 | Croatie | 24–23   | Roumanie                                                                                            | Almada |
| 7 juin 1994 19h30 | Saračević (6), Tomljanović (5), Ćavar (3 pen.), Puc (3), Smajlagić (3), Jelčić (2, dont 1 pen.), Kljaić (2). | (12–11) | Voica (6, dont 1 pen.), Popovici (5), Mocanu (4), Raduta (3, dont 1 pen.), Zaharia (3), Ghimes (2). | Almada |

| 8 juin 1994 15h30 | Allemagne                                                                                      | 25–19   | Roumanie                                                                            | Almada |
| 8 juin 1994 15h30 | Winselmann (6), Schwarzer (5), Zerbe (4), Hartz (4, dont 1 pen.), Fuhrig (4), Kretzschmar (2). | (11–10) | Voica (6), Raduta (5, dont 3 pen.), Mocanu (3), Zaharia (3), Beșta (1), Ghimes (1). | Almada |

| 8 juin 1994 17h30 | Biélorussie | 21–29   | Croatie                                                                                   | Almada |
| 8 juin 1994 17h30 | Iakimovitch (5, dont 2 pen.), Tioutchik (4, dont 3 pen.), Parachtchenko (3), Barbachinski (3), Charovarov (3), Klimovets (1), Chalepo (1), An. Minevski (1). | (12–12) | Saračević (9), Smajlagić (8), manquant (4), Jelčić (3, dont 2 pen.), Kljaić (3), Puc (2). | Almada |

| 8 juin 1994 19h30 | Russie | 18–17  | France                                                                                      | Almada |
| 8 juin 1994 19h30 | Koudinov (9, dont 5 pen.), Filipov (2), Karlov (2), Vassiliev (2), Antonevitch (1), Grebnev (1), Koulintchenko (1). | (11–9) | Houlet (5, dont 2 pen.), Richardson (4), Volle (4, dont 1 pen.), Kervadec (3), Gardent (1). | Almada |

### Groupe B
|   | Équipe   | Pts | J | G | N | P | Bp  | Bc  | Diff |
| - | -------- | --- | - | - | - | - | --- | --- | ---- |
| 1 | Suède    | 10  | 5 | 5 | 0 | 0 | 114 | 91  | 23   |
| 2 | Danemark | 7   | 5 | 3 | 1 | 1 | 107 | 99  | 8    |
| 3 | Espagne  | 6   | 5 | 3 | 0 | 2 | 114 | 101 | 13   |
| 4 | Hongrie  | 4   | 5 | 2 | 0 | 3 | 100 | 107 | -7   |
| 5 | Slovénie | 3   | 5 | 1 | 1 | 3 | 94  | 111 | -17  |
| 6 | Portugal | 0   | 5 | 0 | 0 | 5 | 96  | 116 | -20  |

| 3 juin 1994 15h30 | Suède | 22–17   | Slovénie                                                                              | Porto |
| 3 juin 1994 15h30 | Hajas (7), Wislander (3), Carlén (3), Hedin (3, dont 2 pen.), Thorsson (2), M. Andersson (2, dont 1 pen.), R. Andersson (1), Lindgren (1). | (10–10) | Banfro (6, dont 1 pen.), Likavev (4), Levc (3), Vugrinec (2), Tomsic (1), Jersic (1). | Porto |

| 3 juin 1994 17h30 | Espagne                                                                                                  | 25–20   | Hongrie                                                                    | Porto |
| 3 juin 1994 17h30 | Urdiales (8), Masip (4), Villaldea (4), Etxaburu (3), Bolea (2), Urdangarin (2), Esquer (1), Olalla (1). | (11–10) | Zsigmond (7), Éles (5), Pasztor (5), Borsos (1), Sotonyi (1), Kertesz (1). | Porto |
| 3 juin 1994 17h30 | Officiel IHF                                                                                             |         |                                                                            | Porto |

| 3 juin 1994 19h30 | Danemark | 24–17  | Portugal                                                                                                 | Porto |
| 3 juin 1994 19h30 | Kirkegaard (9, dont 2 pen.), Jacobsen (4), Jensen (3), Christensen (2), Thrane (2), Bjerre (1), Hansen (1), Jørgensen (1), Steen (1). | (11–5) | Resende (8, dont 4 pen.), Cruz (2), Rocha (2), Faria (1), Pires (1), Gomes (1), Oliveira (1), Eiras (1). | Porto |

| 4 juin 1994 15h30 | Slovénie                                                                  | 19–19  | Danemark | Porto |
| 4 juin 1994 15h30 | Šerbec (6), Levc (4), Tomsic (4) Banfro (2), Pungartnik (2), Likavec (1). | (8–10) | Jacobsen (9), J. Jørgensen (3), Christensen (2), F. Jørgensen (2), Kirkegaard (1), Jensen (1), Boeriths (1). | Porto |

| 4 juin 1994 17h30 | Hongrie                                                                                          | 18–22  | Suède | Porto |
| 4 juin 1994 17h30 | Éles (5, dont 3 pen.), Gulyás (4), Kiss (3), Sotonyi (3), Bartok (1), Kertesz (1), Zsigmond (1). | (7–13) | Hajas (8), Hedin (3), Lövgren (3), M. Andersson (2), Carlén (2), Wislander (2), Olsson (1), Thorsson (1). | Porto |

| 4 juin 1994 19h30 | Portugal                                                                | 18–24  | Espagne                                                                                        | Porto |
| 4 juin 1994 19h30 | Faria (5), Pires (4), Almeida (3), Cruz (3), Oliveira (2), Resende (1). | (8–13) | Etxaburu (7), Frank (7), Alemany (5), Urdangarin (2), Fernandez (1), Mesio (1), Villaldea (1). | Porto |
| 4 juin 1994 19h30 | Officiel IHF                                                            |        |                                                                                                | Porto |

| 5 juin 1994 15h30 | Hongrie                                                                    | 19–18 | Portugal                                        | Porto |
| 5 juin 1994 15h30 | Pasztor (6), Zsigmond (3), Sotonyi (3), Éles (3), Gulyás (2), Kortesz (2). | (7–8) | Resende (7), Cruz (4), Pires (4), Oliveira (3). | Porto |

| 5 juin 1994 17h30 | Suède | 22–16 | Danemark | Porto |
| 5 juin 1994 17h30 | S. Olsson (8), Wislander (3), Carlén (3), M. Anderson (3, dont 1 pen.), Hajas (2), Hedin (2), Lövgren (1). | (7–6) | Thrane (4), Bjerre (3), Christensen (2), F. Jørgensen (2), J. Hansen (2), Jacobsen (1), Bieriths (1), Jensen (1). | Porto |

| 5 juin 1994 19h30 | Espagne | 24–16  | Slovénie                                                                                              | Porto |
| 5 juin 1994 19h30 | Alemany (5), Urdiales (5, dont 3 pen.), Villaldea (4), Bolea (3), Urdangarin (2) , Olalla (2), Etxaburu (2), Masip (1) | (13–8) | Likavec (4, dont 2 pen.), Jersic (3), Banfro (3), Tomsic (2), Pungartnik (2), Klec (1), Vugrinec (1). | Porto |
| 5 juin 1994 19h30 | Officiel IHF |        | | Porto |

| 7 juin 1994 15h30 | Slovénie                                                                               | 19–24  | Hongrie | Porto |
| 7 juin 1994 15h30 | Šerbec (8, dont 2 pen.), Pungartnik (5), Banfro (2), Levc (2), Tomsic (1), Jersic (1). | (9–11) | Pasztor (5), Sotonyi (5), Nemeth (4), Zsigmond (3), Kertesz (3), Éles (2, dont 1 pen.), Gulyás (1), Mezei (1). | Porto |

| 7 juin 1994 17h30 | Suède | 26–21  | Portugal | Porto |
| 7 juin 1994 17h30 | Hajas (5), Lövgren (4), R. Andersson (4), M. Andersson (4), Hedin (3, dont 1 pen.), Wislander (3), Suoraniemi (2), Hallback (1). | (12–9) | Resende (6, dont 2 pen.), Cruz (2), Gama (2), Filipe (2), Faria (2), Pires (2), Rocha (2), Almeida (2), Galambas (1). | Porto |

| 7 juin 1994 19h30 | Danemark                                                                                                 | 25–22  | Espagne | Porto |
| 7 juin 1994 19h30 | Jacobsen (6), Jensen (5), Boeriths (4), Christensen (3), J. Jørgensen (3), F. Jørgensen (2), Thrane (2). | (10–7) | Urdangarin (6), Olalla (5), Alemany (3), Fernandez (3), Bolea (2), Etxaburu (1), Masip (1), Villaldes (1). | Porto |
| 7 juin 1994 19h30 | Officiel IHF                                                                                             |        | | Porto |

| 8 juin 1994 15h30 | Danemark | 23–19  | Hongrie | Porto |
| 8 juin 1994 15h30 | J. Jørgensen (9, dont 2 pen.), Jacobsen (4), Bjerre (3), Boeriths (2), Christensen (2), F. Jørgensen (1), Thrane (1). | (10–8) | Csoknyai (4, dont 3 pen.), Éles (4), Borsos (3), Zsigmond (3), Pasztor (2), Kertesz (1), Sononyi (1), Gulyás (1). | Porto |

| 8 juin 1994 17h30 | Portugal                                                                                       | 22–23  | Slovénie | Porto |
| 8 juin 1994 17h30 | Resende (8, dont 1 pen.), Oliveira (7), Almeida (2), Gama (2), Cruz (1), Faria (1), Pires (1). | (10–8) | Likavec (8, dont 1 pen.), Banfro (5), Jersic (4), Šerbec (3, dont 1 pen.), Andréjic (1), Klec (1), Pungartnik (1) | Porto |

| 8 juin 1994 19h30 | Espagne                                                                                       | 19–22  | Suède                                                                                             | Porto |
| 8 juin 1994 19h30 | Urdiales (8, dont 5 pen.), Franch (3), Villaldea (3), Alemany (2), Urdangarin (2), Masip (1). | (8–10) | Carlén (6), S. Olsson (5), M. Andersson (4, dont 2 pen.), Thorsson (3), Hajas (3), Wislander (1). | Porto |
| 8 juin 1994 19h30 | Officiel IHF                                                                                  |        |                                                                                                   | Porto |

## Matchs de classement
Match pour la 11e place
| 10 juin 1994 | Roumanie | 38 – 21 | Portugal | Almada |
| 10 juin 1994 | Licu (8), Mocanu (8), Zaharia (6), Raduta (5, dont 1 pen.), Voica (4, dont 1 pen.), Dedu (3), Ghimes (3), Popovici (1). | (18-11) | Oliveira (4), Resende (4, dont 1 pen.), Gama (3), Rocha (3), Almeida (3, dont 2 pen.), Pires (2), Cruz (1), Fari (1). | Almada |

Match pour la 9e place
| 10 juin 1994 | Allemagne | 28 – 18 | Slovénie                                                                                           | Almada |
| 10 juin 1994 | Kretzschmar (8, dont 1 pen.), Zerbe (6), Hartz (5), Schwarzer (3), Petersen (2), Roos (2), Fuhrig (1), Winselmann (1). | (15-10) | Banfro (7, dont 1 pen.), Cater (3), Andrejic (2), Plaskan (2), Vugrinec (2), Jersic (1), Klec (1). | Almada |

Match pour la 7e place
| 10 juin 1994 | Hongrie | 28 – 24 | Biélorussie | Almada |
| 10 juin 1994 | Bartok (7), Borsos (5, dont 1 pen.), Gulyás (4), Zsigmond (4), Pasztor (3), Kertesz (2), Sotonyi (2), Csoknyai (1 pen.). | (16-14) | Goldin (7, dont 2 pen.), Klimovets (3), Usachov (3), Chalepo (3), Lakiso (3), Charovarov (3), Karpouk (1), Maksim (1). | Almada |

Match pour la 5e place
| 10 juin 1994 | Espagne | 28 – 25      | France | Almada |
| 10 juin 1994 | Urdiales (7, dont 3/3 pen., ), Bolea (5), Alemany (3), Esquer (2), Etxaburu (2), Masip (2), Olalla (2, ), Urdangarin (2), Villaldea (2), Garcia (1, ) – Fort (GB), Rico (GB). | (12-15)      | Houlet (6, dont 2/2 pen.), Wiltberger (5, ), Gardent (4), Munier (4, ), Richardson (3, ), Kervadec (1), Monthurel (1), Schaaf (1), Volle (0, ), Quintin (0) – Martini (GB), Delattre (GB). | Almada |
| 10 juin 1994 | ×2 | Officiel IHF | ×2 | Almada |

## Phase finale
|  | Demi-finales        | Demi-finales        |                        |    | Finale              | Finale              |
|  | Demi-finales        | Demi-finales        |                        |    | Finale              | Finale              |
|  |                     |                     |                        |    |                     |                     |
|  | 11 juin 1994, 15h30 | 11 juin 1994, 15h30 |                        |    | 12 juin 1994, 14h00 | 12 juin 1994, 14h00 |
|  | 11 juin 1994, 15h30 | 11 juin 1994, 15h30 |                        |    | 12 juin 1994, 14h00 | 12 juin 1994, 14h00 |
|  | Suède               | 24                  |                        |    | 12 juin 1994, 14h00 | 12 juin 1994, 14h00 |
|  | Suède               | 24                  |                        |    | 12 juin 1994, 14h00 | 12 juin 1994, 14h00 |
|  | Croatie             | 21                  |                        |    | 12 juin 1994, 14h00 | 12 juin 1994, 14h00 |
|  | Croatie             | 21                  | Suède                  | 34 |                     |                     |
|  | 11 juin 1994, 17h30 |                     | Suède                  | 34 |                     |                     |
|  |                     | Russie              | 21                     |    |                     |                     |
|  | Russie              | Russie              | 21                     | 29 |                     |                     |
|  | Russie              |                     |                        | 29 |                     |                     |
|  | Danemark            | 20                  |                        |    |                     |                     |
|  | Danemark            | 20                  | Match pour la 3e place |    |                     |                     |
|  |                     |                     |                        |    |                     |                     |
|  | 12 juin 1994, 16h00 |                     |                        |    |                     |                     |
|  |                     |                     |                        |    |                     |                     |
|  | Croatie             | 24                  |                        |    |                     |                     |
|  | Croatie             | 24                  |                        |    |                     |                     |
|  | Danemark            | 23                  |                        |    |                     |                     |
|  | Danemark            | 23                  |                        |    |                     |                     |

### Demi-finales
| 11 juin 1994 15h30 | Russie | 29 – 20 | Danemark | Pavilhão Rosa Mota, Porto Affluence : 2 100 |
| 11 juin 1994 15h30 | Koudinov (8), Koulintchenko (5), Vassiliev (4), Kisselev (3), Torgovanov (3), Grebnev (2), Karlov (2), Antonevitch (1), Gopine (1). | (14-8)  | Jensen (5), Jacobsen (4, dont 1 pen), F. Jørgensen (4), Thrane (3), Holmris (3), J. Jørgensen (1), Bjerre (0), Munk-Andersen (0), Keller (0), Hamann-Boeriths (0) – Stadil, Iversen (GB). | Pavilhão Rosa Mota, Porto Affluence : 2 100 |
| 11 juin 1994 15h30 | FFHB danskhaandbold.dk |         | | Pavilhão Rosa Mota, Porto Affluence : 2 100 |

| 11 juin 1994 17h30 | Suède          | 24 – 21         | Croatie          | Pavilhão Rosa Mota, Porto Arbitrage : Hans et Jürgen Thomas |
| 11 juin 1994 17h30 | Erik Hajas (7) | (13-7)          | Nenad Kljaić (6) | Pavilhão Rosa Mota, Porto Arbitrage : Hans et Jürgen Thomas |
| 11 juin 1994 17h30 | ×3             | Officielle FFHB | ×2 ×5            | Pavilhão Rosa Mota, Porto Arbitrage : Hans et Jürgen Thomas |

| Suède                           |    |                       |   |                                  |
| GB                              | 1  | Mats Olsson           |   |                                  |
| GB                              | 16 | Tomas Svensson        |   |                                  |
| ARG                             | 2  | Robert Hedin          | 0 |                                  |
| DC                              | 3  | Magnus Wislander      | 2 | Averti · Suspension · Suspension |
| ARG                             | 5  | Ola Lindgren          | 0 | Averti · Suspension              |
| P                               | 6  | Per Carlén            | 3 | Averti                           |
| ALG                             | 7  | Erik Hajas            | 7 |                                  |
| ARG                             | 9  | Stefan Lövgren        | 1 |                                  |
| ARD                             | 10 | Robert Andersson (de) | 0 |                                  |
| ALD                             | 11 | Pierre Thorsson       | 4 |                                  |
| ARD                             | 13 | Stefan Olsson         | 5 |                                  |
| DC                              | 14 | Magnus Andersson      | 2 |                                  |
| Sélectionneur : Bengt Johansson |    |                       |   |                                  |

|     | Statistiques   |     |
| --- | -------------- | --- |
| 24  | Buts marqués   | 21  |
| ? % | % réussite     | ? % |
| ?   | Arrêts         | ?   |
| ? % | % d'arrêts     | ? % |
| ?   | Jets de 7 m    | ?   |
| 3   | Cartons jaunes | 2   |
| 3   | Suspensions    | 5   |
| 0   | Cartons rouges | 0   |

| Croatie                       |    |                        |   |                                  |
| GB                            | 1  | Tonči Peribonio (en)   |   |                                  |
| GB                            | 16 | Valter Matošević       |   |                                  |
| ALG                           | 2  | Vladimir Jelčić        | 3 | Averti · Suspension · Suspension |
| ARG                           | 3  | Goran Perkovac         | 3 |                                  |
| ALD                           | 4  | Irfan Smajlagić        | 3 |                                  |
| P/DEF                         | 6  | Alvaro Načinović       | 0 | Averti · Suspension              |
| DC                            | 8  | Bruno Gudelj           | 0 |                                  |
| P                             | 9  | Nenad Kljaić           | 6 |                                  |
| ARG                           | 10 | Iztok Puc              | 1 |                                  |
| ARG                           | 11 | Zvonimir Bilić (en)    | 3 |                                  |
| DC                            | 14 | Ratko Tomljanović (de) | 1 | Suspension                       |
| ARD                           | 15 | Zlatko Saračević       | 1 |                                  |
| Sélectionneur : Zdravko Zovko |    |                        |   |                                  |

### Match pour la3eplace
| 12 juin 1994 14h00 | Croatie                                                                                                 | 24 – 23 | Danemark                                                                                                | Pavilhão Rosa Mota, Porto Affluence : 2 300 |
| 12 juin 1994 14h00 | Jelčić (6), Perkovac (5, dont 4 pen.), Smajlagić (5), Načinović (2), Puc (2), Saračević (2), Bilić (2). | (12-13) | Jacobsen (7, dont 3 pen.), Jensen (4), F. Jørgensen (4), Christensen (3), Thrane (3), J. Jørgensen (2). | Pavilhão Rosa Mota, Porto Affluence : 2 300 |
| 12 juin 1994 14h00 | FFHB danskhaandbold.dk                                                                                  |         | | Pavilhão Rosa Mota, Porto Affluence : 2 300 |

### Finale
| 12 juin 1994 16h00 | Suède          | 34 – 21                       | Russie               | Pavilhão Rosa Mota, Porto Affluence : 3 200 Arbitrage : Svein Olav Øie et Bjørn Hogsnes |
| 12 juin 1994 16h00 | Erik Hajas (8) | (18-9)                        | Vassili Koudinov (9) | Pavilhão Rosa Mota, Porto Affluence : 3 200 Arbitrage : Svein Olav Øie et Bjørn Hogsnes |
| 12 juin 1994 16h00 | ×2 ×7 ×1       | Officielle FFHB handballeuros | ×3 ×2                | Pavilhão Rosa Mota, Porto Affluence : 3 200 Arbitrage : Svein Olav Øie et Bjørn Hogsnes |

| Suède                           |    |                       |            |                                                 |
| GB                              | 1  | Mats Olsson           |            |                                                 |
| GB                              | 16 | Tomas Svensson        |            |                                                 |
| ARG                             | 2  | Robert Hedin          | 0          |                                                 |
| DC                              | 3  | Magnus Wislander      | 5          | Averti · Suspension · Suspension                |
| ARG                             | 5  | Ola Lindgren          | 0          |                                                 |
| P                               | 6  | Per Carlén            | 5          | Suspension · Suspension                         |
| ALG                             | 7  | Erik Hajas            | 8          |                                                 |
| ARG                             | 9  | Stefan Lövgren        | 4          |                                                 |
| ARD                             | 10 | Robert Andersson (de) | 1          |                                                 |
| ALD                             | 11 | Pierre Thorsson       | 3          | Suspension                                      |
| ARD                             | 13 | Stefan Olsson         | 5          | Averti · Suspension · Suspension · Carton rouge |
| DC                              | 14 | Magnus Andersson      | 3 (1 pen.) |                                                 |
| Sélectionneur : Bengt Johansson |    |                       |            |                                                 |

|     | Statistiques   |     |
| --- | -------------- | --- |
| 34  | Buts marqués   | 21  |
| ? % | % réussite     | ? % |
| ?   | Arrêts         | ?   |
| ? % | % d'arrêts     | ? % |
| 0/0 | Jets de 7 m    | 3/9 |
| 2   | Cartons jaunes | 3   |
| 7   | Suspensions    | 2   |
| 1   | Cartons rouges | 0   |

| Russie                            |    |                         |            |                     |
| GB                                | 1  | Andreï Lavrov           |            |                     |
| GB                                | 12 | Pavel Soukossian        |            |                     |
| ARD                               | 2  | Igor Vassiliev          | 2          |                     |
| DC                                | 3  | Dimitri Karlov (de)     | 1 (1 pen.) | Averti              |
| DC                                | 5  | Stanislav Koulintchenko | 0          |                     |
| ALD                               | 7  | Andreï Antonevitch (de) | 0          |                     |
| ALG                               | 8  | Valeri Gopine           | 5          |                     |
| ARG                               | 9  | Vassili Koudinov        | 9 (2 pen.) | Averti · Suspension |
| P                                 | 11 | Dimitri Torgovanov      | 2          |                     |
| P                                 | 14 | Oleg Grebnev            | 2          |                     |
| ARG                               | 15 | Viatcheslav Gorpichine  | 0          |                     |
| DC                                | 17 | Oleg Kisselev           | 0          | Averti · Suspension |
| Sélectionneur : Vladimir Maksimov |    |                         |            |                     |

## Classement final
| Rang                       | Équipe      | J | G | N | P | Bp  | Bc  | Diff |  |
| -------------------------- | ----------- | - | - | - | - | --- | --- | ---- |  |
| Médaille d'or, Europe      | Suède       | 7 | 7 | 0 | 0 | 172 | 133 | +39  |  |
| Médaille d'argent, Europe  | Russie      | 7 | 6 | 0 | 1 | 172 | 148 | +24  |  |
| Médaille de bronze, Europe | Croatie     | 7 | 4 | 0 | 3 | 165 | 161 | +4   |  |
| 4                          | Danemark    | 7 | 3 | 1 | 3 | 150 | 152 | –2   |  |
|                            |             |   |   |   |   |     |     |      |  |
| 5                          | Espagne     | 6 | 4 | 0 | 2 | 142 | 126 | +16  |  |
| 6                          | France      | 6 | 2 | 1 | 3 | 148 | 148 | 0    |  |
| 7                          | Hongrie     | 6 | 3 | 0 | 3 | 128 | 131 | –3   |  |
| 8                          | Biélorussie | 6 | 2 | 0 | 4 | 154 | 167 | –13  |  |
| 9                          | Allemagne   | 6 | 2 | 1 | 3 | 135 | 131 | +4   |  |
| 10                         | Slovénie    | 6 | 1 | 1 | 4 | 112 | 139 | –27  |  |
| 11                         | Roumanie    | 6 | 2 | 0 | 4 | 151 | 156 | –5   |  |
| 12                         | Portugal    | 6 | 0 | 0 | 6 | 117 | 154 | –37  |  |

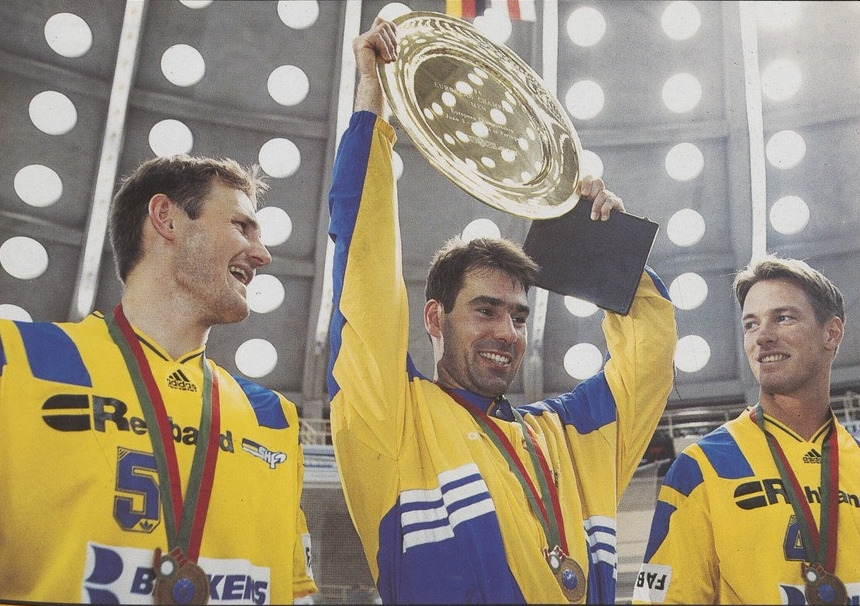
La Suédois Tomas Svensson soulève le trophée.

Les quatre premières équipes sont qualifiées pour le Championnat du monde 1995. Ce sont finalement la Croatie, la Hongrie, la Slovénie et la Biélorussie qui obtiennent leur qualification, les autres équipes mieux classées étant déjà qualifiées via le Championnat du monde 1993.

## Statistiques et récompenses

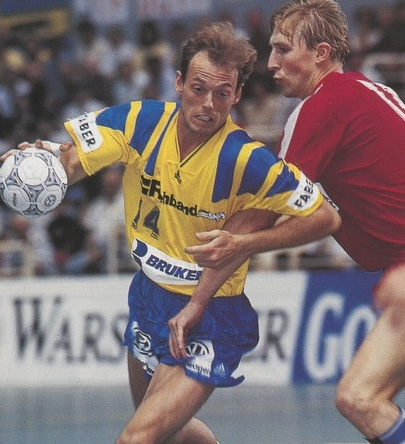
Magnus Andersson, meilleur joueur, tente de se défaire de Dimitri Torgovanov, meilleur pivot.

### Équipe-type
À l'issue du tournoi, l'équipe-type désignée est essentiellement composée de Suédois et de Russes, :
- Meilleur joueur : Magnus Andersson,  Suède[7]
- Gardien de but : Tomas Svensson,  Suède
- Ailier gauche : Erik Hajas,  Suède
- Arrière gauche : Vassili Koudinov,  Russie
- Demi-centre : Magnus Andersson,  Suède
- Pivot : Dimitri Torgovanov,  Russie
- Arrière droit : Jan Jørgensen,  Danemark
- Ailier droit : Pierre Thorsson,  Suède

### Meilleurs buteurs

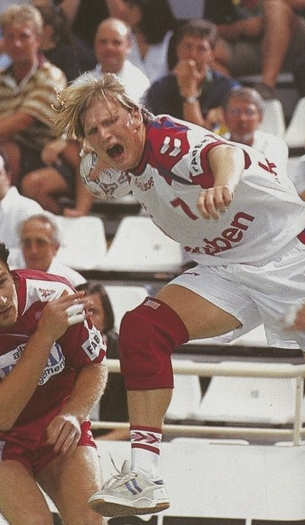
L'ailier danois Nikolaj Bredahl Jacobsen au tir.

Les meilleurs buteurs sont :
| Rang | Joueur                   | Équipe   | Buts | MJ | Moy. |
| ---- | ------------------------ | -------- | ---- | -- | ---- |
| 1    | Vassili Koudinov         | Russie   | 49   | 7  | 7,00 |
| 2    | Erik Hajas               | Suède    | 40   | 7  | 5,71 |
| 3    | Eliodor Voica            | Roumanie | 36   | 6  | 6,00 |
| 4    | Nikolaj Bredahl Jacobsen | Danemark | 35   | 7  | 5,00 |
| 5    | Carlos Resende           | Portugal | 34   | 6  | 5,67 |
| 6    | Irfan Smajlagić          | Croatie  | 33   | 7  | 4,71 |
| 7    | Frédéric Volle           | France   | 31   | 6  | 5,16 |
| 8    | Zlatko Saračević         | Croatie  | 30   | 7  | 4,29 |
| 9    | Titel Răduță (de)        | Roumanie | 29   | 6  | 4,83 |
| 10   | Alberto Urdiales (es)    | Espagne  | 28   | 4  | 7,00 |

## Effectifs des équipes sur le podium

### Champion d'Europe:Suède
- 01 - Mats Olsson
- 16 - Tomas Svensson
- 02 - Robert Hedin
- 03 - Magnus Wislander
- 04 - Martin Frändesjö
- 05 - Ola Lindgren
- 06 - Per Carlén
- 07 - Erik Hajas
- 08 - Jerry Hallbäck
- 09 - Stefan Lövgren
- 10 - Robert Andersson (de)
- 11 - Pierre Thorsson
- 13 - Stefan Olsson
- 14 - Magnus Andersson
- 15 -  Tommy Suoraniemi

Sélectionneur :
- Bengt Johansson

### Vice-champion d'Europe:Russie
- 01 - Andreï Lavrov
- 12 - Pavel Soukossian
- 16 - Oleg Sapronov
- 02 - Igor Vassiliev
- 03 - Dimitri Karlov (de)
- 05 - Stanislav Koulintchenko
- 07 - Andreï Antonevitch (de)
- 08 - Valeri Gopine
- 09 - Vassili Koudinov
- 11 - Dimitri Torgovanov
- 14 - Oleg Grebnev
- 15 - Viatcheslav Gorpichine
- 17 - Oleg Kisselev
- ?? - Dimitri Filippov

Sélectionneur :
- Vladimir Maksimov

### Troisième place:Croatie
- 01 - Tonči Peribonio (en)
- 12 - Vlado Šola
- 16 - Valter Matošević
- 02 - Vladimir Jelčić
- 03 - Goran Perkovac
- 04 - Irfan Smajlagić
- 05 - Darko Franović (en)
- 06 - Alvaro Načinović
- 07 - Ivica Obrvan
- 08 - Bruno Gudelj
- 09 - Nenad Kljaić
- 10 - Iztok Puc
- 11 - Zvonimir Bilić (en)
- 13 - Patrik Ćavar
- 14 - Ratko Tomljanović (de)
- 15 - Zlatko Saračević

Sélectionneur :
- Zdravko Zovko

### Sixième place:France
L'effectif de l'équipe de France était :
- 02 - Christian Gaudin
- 12 - Bruno Martini
- 16 - Yohann Delattre
- 02 - Marc Wiltberger
- 03 - François-Xavier Houlet
- 04 - Philippe Schaaf
- 05 - Frédéric Volle
- 06 - Guéric Kervadec
- 08 - Patrick Lepetit
- 09 - Gaël Monthurel
- 11 - Éric Quintin
- 13 - Philippe Gardent
- 14 - Thierry Perreux
- 16 - Laurent Munier
- 17 - Jackson Richardson
- 18 - Stéphane Stoecklin

Sélectionneur :
- Daniel Costantini